# Eupolos z Tesalii
Eupolos (gr. Εὔπωλος) – żyjący w IV wieku p.n.e. grecki pięściarz pochodzący z Tesalii, olimpijczyk.
Podczas igrzysk olimpijskich w 388 roku p.n.e. zapewnił sobie zwycięstwo z zawodach bokserskich, przekupując wcześniej swoich rywali. Był to pierwszy odnotowany w historii przypadek korupcji na olimpiadzie. Za karę zarówno Eupolos, jak i przekupieni przez niego zawodnicy, zostali obciążeni obowiązkiem wystawienia sześciu posągów Zeusa, zwanych zanes. Wyryto na nich inskrypcje głoszące, że zwycięstwo olimpijskie zdobyć można szybkością nóg i siłą fizyczną, a nie za pieniądze.